# Российский роговой оркестр
Российский роговой оркестр (аббр. РРО) — музыкальный коллектив из Санкт-Петербурга, занимающийся возрождением традиций популярной в России XVIII—XIX вв. роговой музыки. В составе ансамбля — двадцать музыкантов, играющих на ста четырёх роговых инструментах. Участники оркестра — профессиональные музыканты, играющие на медных духовых инструментах.

## История
В августе 2006 года, артист Мариинского театра Сергей Поляничко, при активной поддержке музыкантов Санкт-Петербурга, основал Российский роговой оркестр, главной задачей которого является возрождение и популяризация роговой музыки, уникального явления в мировой музыкальной истории.
Сегодня в коллекции оркестра 106 инструментов с диапазоном более 4-х октав. Усовершенствованные мундштуки дают возможность варьировать высоту строя «Ля» в диапазоне от 430 до 442 герц. Голос каждого рога индивидуален, но их совместное звучание удивительно едино и по своей силе сравнимо со звучанием органа.
В составе Российского рогового оркестра — 20 профессиональных музыкантов. Все они выпускники Санкт-Петербургской консерватории,  многие из которых, лауреаты российских и международных конкурсов.

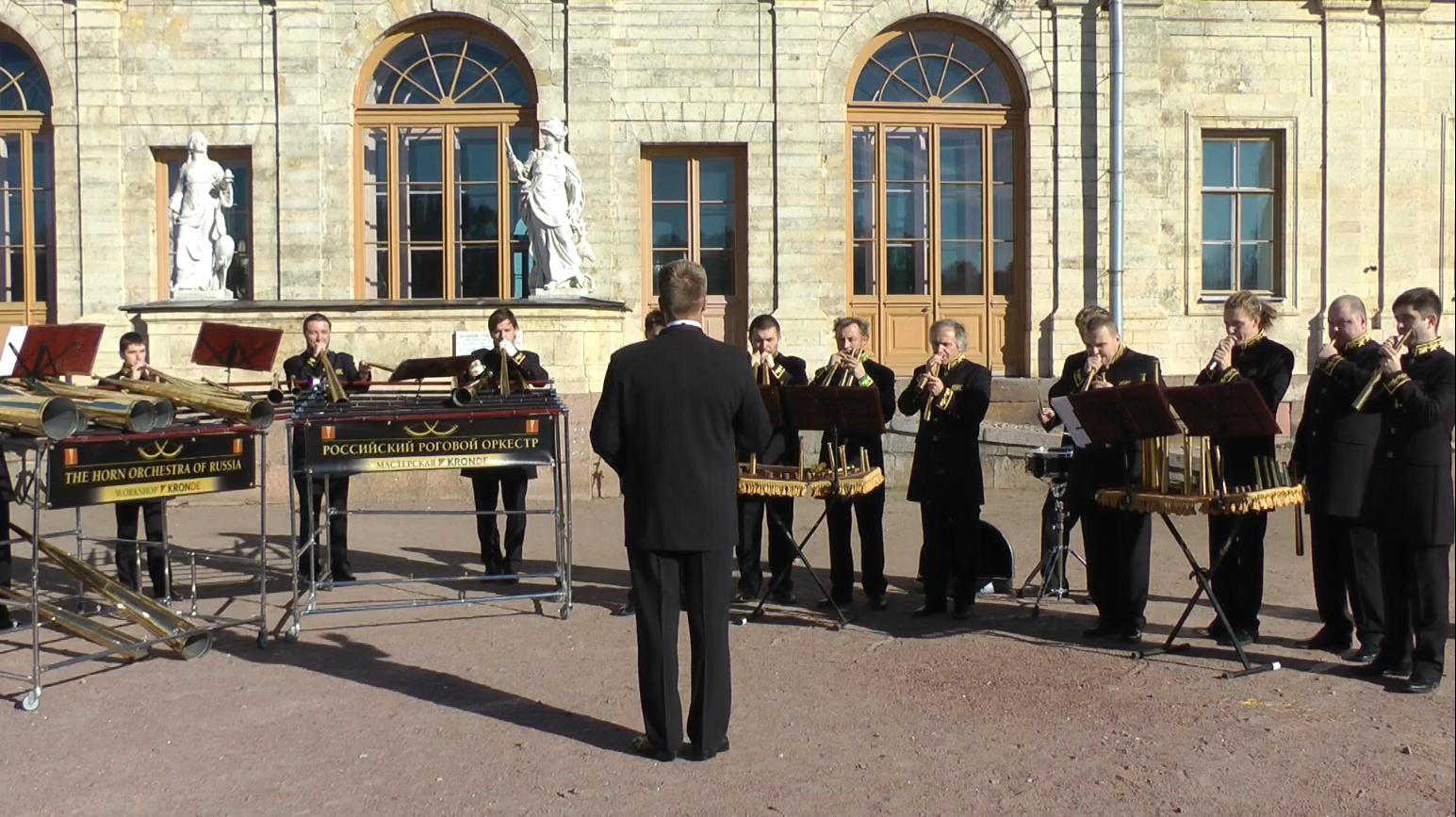
Российский Роговой Оркестр на плацу Гатчинского дворца (фестиваль Earlymusic-2013).

За 14 лет творческого пути оркестр дал более 1200 концертов, выступив в Большом и Малом залах Санкт-Петербургской филармонии, в зале им. П. И. Чайковского Московской филармонии, Большом театре, Мариинском театре, концертном зале Мариинского театра, Московском международном доме Музыки, Малом зале Санкт-Петербургской консерватории им. А. Глазунова, Академической капелле Санкт-Петербурга, Георгиевском зале Эрмитажа, Георгиевском зале Московского Кремля, Государственном Кремлёвском дворце, Смольном соборе, Храме Христа Спасителя, Александро-Невской Лавре, Петропавловской крепости, Красной площади, во дворцах Павловска, Царского Села, Петергофа.
В репертуаре оркестра музыка Баха, Альбинони, Вивальди, Каччини, Россини, Штрауса, Трояна, Равеля, Барбера, Гохман, Шилклопера, Чеснокова, Чайковского, Рахманинова, Хачатуряна, Шостаковича, Тищенко, Козловского, Сарти, Дегтярева, Бортнянского, а также маршевая, гимновая и духовная музыка.
В январе 2007 года, по приглашению Маэстро Валерия Гергиева, Российский роговой оркестр, совместно с Мариинским театром, участвовал в фестивале «Red Sea» в Израиле, а в декабре 2008, по приглашению итальянского Красного Креста и Российского Императорского Дома выступал на Сицилии, на церемонии в честь подвига Российский моряков и был удостоен специального диплома L’Associazione Filarmonica Santa-Cecilia.
В 2007 году, совместно с камерным оркестром «Pratum Integrum», в Международном доме музыки в Москве состоялось аутентичное исполнение и запись на CD мелодрамы Евстигнея Фомина «Орфей», не исполнявшейся с 1792 года, а в апреле 2010 года, совместно с Государственной Академической капеллой Санкт-Петербурга, Российский роговой оркестр исполнил «Реквием» Осипа Козловского, не исполнявшегося в оригинальной редакции 206 лет. Этот концерт стал одним из самых значительных музыкальных событий и был записан на DVD.
В 2011 году, за работу по возрождению аутентичного звучания старинных партитур, коллектив был внесен в Книгу Рекордов России и номинирован в Книгу Рекордов Гиннесса.
Российский роговой оркестр, как и оркестры прошлого, сопровождает важные церемонии, выступая перед представителями духовенства, видными государственными деятелями и широкой аудиторией. Российский роговой оркестр выступfл на открытии Санкт-Петербургского международного экономического форума, G20, принимал участие во многих российских и зарубежных музыкальных фестивалях. Многократно гастролировал в Латвии, Литве, Эстонии, Финляндии, Франции, Германии, Австрии, Голландии, Италии, Испании, Израиле, Польше, Белоруссии, Молдове, Армении, Казахстане, Бахрейне, Непале, Гонконге, Китае, США, а также во многих регионах России.
В 2010 году, желая сделать Петербург ещё более привлекательным для туристов, Российский роговой оркестр возродил «Невские Серенады» — водные прогулки по Неве и каналам города в сопровождении Роговой Музыки, популярные в XIX веке.
Сезон 2010/11 Российский роговой оркестр открыл пятью концертами на Красной площади в рамках фестиваля «Спасская башня», записью музыки к фильму Александра Сокурова «Фауст» и съёмками в программах «Новогодний Огонёк», «Абсолютный слух» на телеканале «Культура» и программе ОРТ «Хочу всё знать».
В 2012 году, специально к 200-летнему юбилею Победы в Отечественной войне 1812 года, Российский Роговой Оркестр записал CD "ТРУБЫ ПОБЕДЫ", в который вошли 12 маршей полков русской армии, а также народная и гимновая музыка. Осенью 2012 в Санкт-Петербурге при поддержке Министерства Культуры РФ прошёл фестиваль "Трубы Победы". В концертах фестиваля принял участие военный историк Борис Кипнис.
В том же году по инициативе Сергея Поляничко, при Центре Роговой Музыки, образован Фанфарный Роговой Оркестр играющий на копиях охотничьих рогов императорской охоты XIX века. Музыканты Фанфарного Рогового Оркестра - студенты музыкальных училищ и Санкт-Петербургской Консерватории.
С 2010-2015 г. при Центре роговой музыки создана мастерская роговых инструментов. Инструменты изготовленные в мастерской находятся в коллекциях первых лиц государств, известных деятелей науки, культуры и искусства. С 2013 года,  инструмент из коллекции Центра роговой музыки выставляется в Нью-Йоркском METROPOLITAN MUSEUM.
В 2013 году,  режиссёром Сергеем Ермоленко снят фильм о Российском Роговом Оркестре для телеканала RTGTV.
В 2015 по инициативе Сергея Поляничко и при поддержке Министерства культуры РФ было создано Федеральное Государственное Бюджетное Учреждение Культуры "Российский центр духовой музыки".
С 2017 года Российский роговой оркестр участвует в авторских проектах Сергея Поляничко Фестивалях "Бессмертный оркестр" и Международном фестивале валторнистов.

## Награды
- Награда L'Associazione Filarmonica Santa Cecilia (2008)[2]
- Номинация на премию «Про Арт» от Санкт-Петербурга (2009)[3]
- Оркестр внесен в Книгу Рекордов России и номинирован в Книгу Рекордов Гиннесса
- Благодарности Министра Культуры Российской Федерации
- Благодарности Военно-исторического общества
- Благодарности депутатов Государственной думы

## Состав оркестра
Художественный руководитель и дирижёр
- Сергей Поляничко

Приглашенные дирижёры
Хесус Фернандес Навейра, Иван Сватковский, Эдуард Яблочкин, Сергей Ежов